# Bascovele, Argeș
Bascovele (în trecut, Grajduri) este un sat în comuna Cotmeana din județul Argeș, Muntenia, România.